# Moadon Kaduregel Maccabi Haifa 2011-2012

## Rosa 2011-2012
| N. |                    | Ruolo | Calciatore      |
| -- | ------------------ | ----- | --------------- |
| 1  | Israele (bandiera) | P     | Nir Davidovich  |
| 2  | Israele (bandiera) | D     | Sari Falah      |
| 3  | Croazia (bandiera) | D     | Jurica Buljat   |
| 4  | Israele (bandiera) | D     | Orel Dgani      |
| 5  | Israele (bandiera) | D     | Itzhak Cohen    |
| 6  | Ghana (bandiera)   | C     | Seidu Yahaya    |
| 7  | Brasile (bandiera) | C     | Gustavo Boccoli |
| 8  | Israele (bandiera) | A     | Hen Azriel      |
| 9  | Croazia (bandiera) | A     | Danijel Cesarec |
| 11 | Israele (bandiera) | C     | Idan Vered      |
| 12 | Israele (bandiera) | A     | Shoval Gozlan   |
| 13 | Israele (bandiera) | D     | Taleb Tawatha   |

| N. |                                 | Ruolo | Calciatore      |
| -- | ------------------------------- | ----- | --------------- |
| 14 | Israele (bandiera)              | A     | Wiam Amasha     |
| 15 | Israele (bandiera)              | C     | Eyal Golasa     |
| 16 | Israele (bandiera)              | A     | Mohammad Ghadir |
| 17 | Israele (bandiera)              | A     | Alon Turgeman   |
| 18 | Israele (bandiera)              | D     | Ali Ottman      |
| 20 | Israele (bandiera)              | A     | Yaniv Katan     |
| 21 | Israele (bandiera)              | C     | Tamir Cohen     |
| 22 | Serbia (bandiera)               | P     | Bojan Šaranov   |
| 23 | Israele (bandiera)              | C     | Eran Rozenbom   |
| 25 | Bosnia ed Erzegovina (bandiera) | D     | Edin Cocalić    |
| 26 | Israele (bandiera)              | C     | Dela Yampolsky  |
| 27 | Israele (bandiera)              | D     | Eyal Meshumar   |